# Бен Верин
Бен Верин, урождённый Бенджамин Аугустус Миддлтон (англ. Ben Vereen,  Benjamin Augustus Middleton; род. 10 октября 1946, Лоринберг, Северная Каролина или Майами, Флорида) — американский актёр, танцор, певец. Верин получил широкую известность благодаря своим выступлениям в бродвейских постановках «Иисус Христос — суперзвезда» (Иуда) и «Пипин» (Ведущий шоу), за эту роль он получил премию «Тони» 1973 года за лучшую мужскую роль в мюзикле.

## Биография. Ранние годы
Верин родился 10 октября 1946 года в Лоринберге, Северная Каролина. Когда он был ещё младенцем, его семья переехала в район Бедфорд — Стайвесант в Бруклине, Нью-Йорк. Родители — Джеймс Верин, рабочий лакокрасочной фабрики, и его жена Полин Верин, которая работала горничной и костюмершей в театре. Они не были ему родными и усыновили в младенчестве. Верин узнал об этом только в возрасте 25 лет, когда получал  паспорт для зарубежных гастролей в Лондоне. Он и его семья были последователями Пятидесятников.
В подростковом возрасте проявил врождённый талант к драматическому искусству и танцам, часто выступал в местных варьете. В 14 лет Верин поступил в Высшую школу исполнительских искусств, где учился у всемирно известных хореографов Марты Грэм, Джорджа Баланчина и Джерома Роббинса. После окончания учебы он пытался найти подходящую работу на сцене, но ему часто приходилось довольствоваться лишь случайными заработками.

## Карьера
В 18 лет дебютировал на сцене небольшого театра Гринвич Мьюс в спектакле «Блудный сын». В следующем году он был уже в Лас-Вегасе, где выступал в мюзикле хореографа Боба Фосса «Милая Чарити» С этим шоу он гастролировал в 1967–1968 годах. Позже он вернулся в Нью-Йорк, где играл Клода — одну из центральных ролей в бродвейской постановке мюзикла «Волосы».
В следующем году он получил роль в экранизации «Милая Чарити», где принимал участие в номерах «Rich Man's Frug» и «Rhythm of Life» совместно с популярным в те годы темнокожим танцором Сэмми Дэвисом. После знакомства с Верином Дэвис выбрал его своим дублёром в постановке мюзикла «Золотой мальчик», которая успешно гастролировала по Англии и завершилась показом в театре «Палладиум» в Вест-Энде.
За роль Иуды Искариота в рок-опере «Иисус Христос — суперзвезда», которую  Верин исполнял в бродвейской постановке в 1971-1973 годах, он был номинирован на премию «Тони». Актёр получил эту премию годом позже за роль Ведущего шоу в спектакле «Пипин».

## На телевидении
Верин часто снимался в телевизионных программах и хорошо известен по роли «петушка» Джорджа Мура, организатора петушиных боёв, в телевизионном сериале Алекса Хейли «Корни», за которую он был номинирован на премию «Эмми» в 1977 году. Четырехнедельный летний варьете-сериал  «Бен Верин... Иду к вам» вышел в эфир на канале NBC в августе 1975 года. В 1976 году Верин участвовал в качестве приглашённой звезды в первом сезоне Маппет-шоу, где исполнил две песни. 

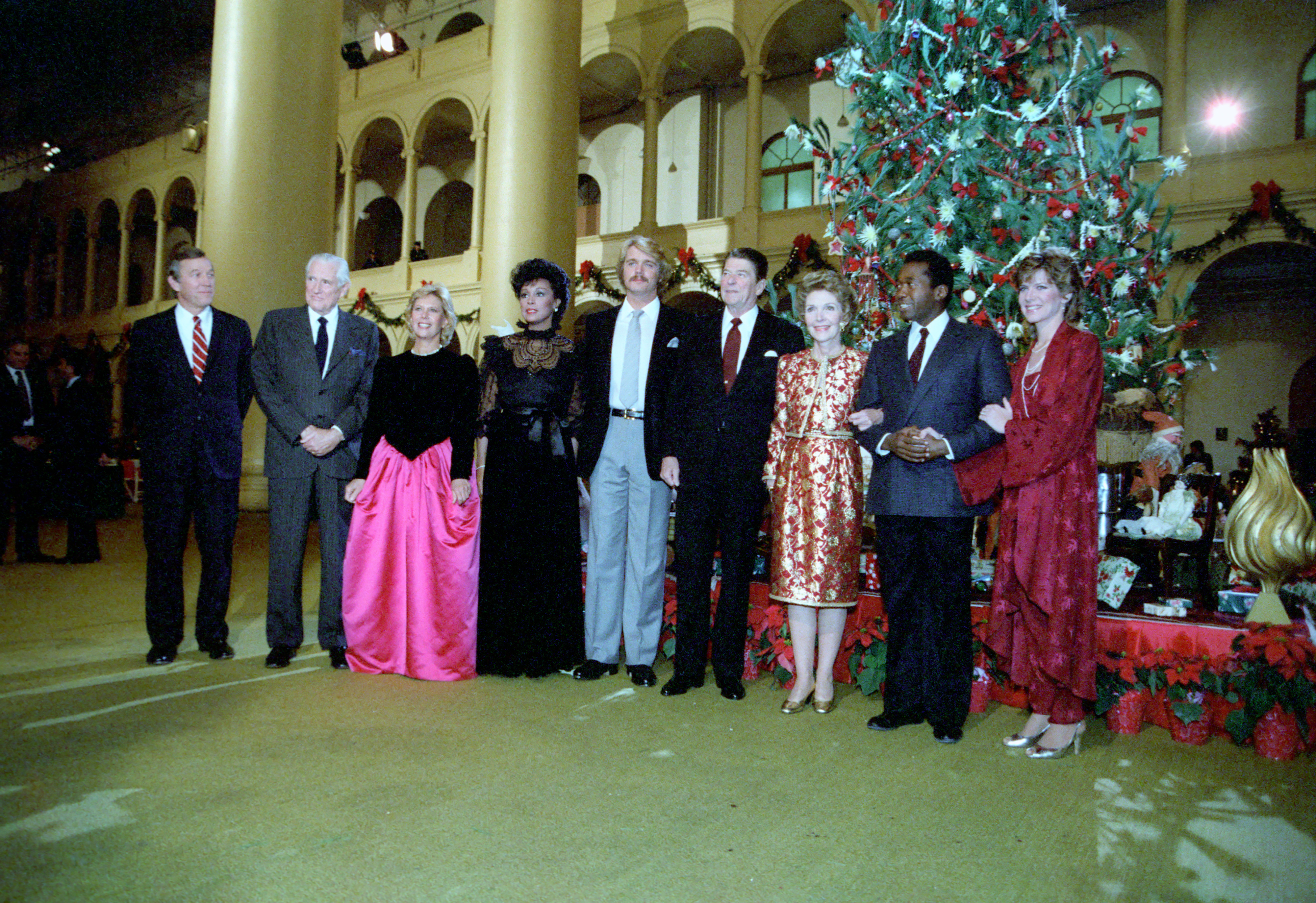
Рональд и Нэнси Рейган на праздновании Рождества в 1982 году с приглашёнными деятелями культуры. Бен Верин второй справа.

В 1981 году Верин участвовал в церемонии инаугурации президента США Рональда Рейгана. Его выступление вызвало противоречивые оценки, поскольку  он появился в образе актёра водевилей начала XX века Берта Уильямса, вынужденного работать в стилистике блэкфейс. Верин кривлялся на сцене и распевал популярный некогда хит Уильямса «Waiting for the Robert E. Lee». Зная несколько провокационное продолжение номера, показанного одной из местных телекомпаний три года назад, ABC прервала прямую трансляцию, вызвав возмущение зрителей. В своём дальнейшем выступлении Верин изображал ситуацию, когда официант отказывает ему в обслуживании из-за цвета кожи. Выступление Верина действительно было задумано как критика республиканской политики в области гражданских прав, но телезрители его не увидели.
Рональд и Нэнси Рейган не отреагировали на инцидент и уже в следующем году пригласили Бена Верина на празднование Рождества в Белый дом.
В конце 1980-х и начале 1990-х Верин стабильно работал на телевидении, участвуя в различных проектах. В 1985 году он снялась в сериале «Театр сказок» в роли Кота в сапогах вместе с Грегори Хайнсом. Появился в эпизоде «Принц из Беверли-Хиллз», в котором сыграл отца Уилла Смита — Лу Смита.

## Личная жизнь
Первая жена Андреа Таунсли. По словам Верина они познакомились совсем юными в хоре старшей школы. «Она была хорошенькой и умела петь». У пары родился мальчик Бенджамин. Брак распался через два года.
Вторая жена Нэнси Брунер, танцовщица. У неё был сын от первого брака, которого Бен считал своим. Кроме того, у пары родилось четверо детей. В сентябре 2012 года Верин подал на развод с Нэнси, сославшись на непримиримые разногласия.
Верин — крёстный отец R&B певца Ашера
В 1992 году Верин трижды за один день подвергся смертельной опасности: его машина врезалась в дерево, в результате чего он сильно ударился головой; в поисках помощи он пошёл вдоль шоссе Малибу, но у него случился инсульт; его шатнуло в сторону проезжей части, в результате чего он был сбит машиной, которой управлял музыкальный продюсер Дэвид Фостер. Серьёзные травмы, в том числе перелом ноги, потребовали от актёра долгой реабилитации в последующие месяцы. «Мне пришлось заново учиться ходить и двигаться», — вспоминает он. «Моя правая сторона полностью онемела. Мне пришлось научиться есть. Мне пришлось научиться купаться».
В январе 2018 года четыре актрисы, участвовавших в 2015 году в постановке новой версии мюзикла «Волосы» во Флориде с Беном Верином в качестве режиссёра, заявили, что он подвергал их сексуальным домогательствам на протяжении всего постановочного процесса. Газета Daily News опубликовала заявления актёров о том, что он использовал своё положение режиссера, чтобы вовлекать их в нежелательные сексуальные контакты.
По данным еженедельника Variety: «Во время постановки мюзикла во Флориде в 2015 году Верин, как утверждается, приглашал актрис в свою квартиру и подстрекал их к интимной близости». Позже Бен Верин извинился за эти свои действия в 2018 году.